# Saint-Josse
Saint-Josse (Nederlands: Sint-Joost) is een gemeente in het Franse departement Pas-de-Calais (regio Hauts-de-France). De plaats maakt deel uit van het arrondissement Montreuil. Saint-Josse telde op 1 januari 2022 1.055 inwoners.

## Geografie
De oppervlakte van Saint-Josse bedroeg op 1 januari 2022 21,1 vierkante kilometer; de bevolkingsdichtheid was toen 50 inwoners per km².

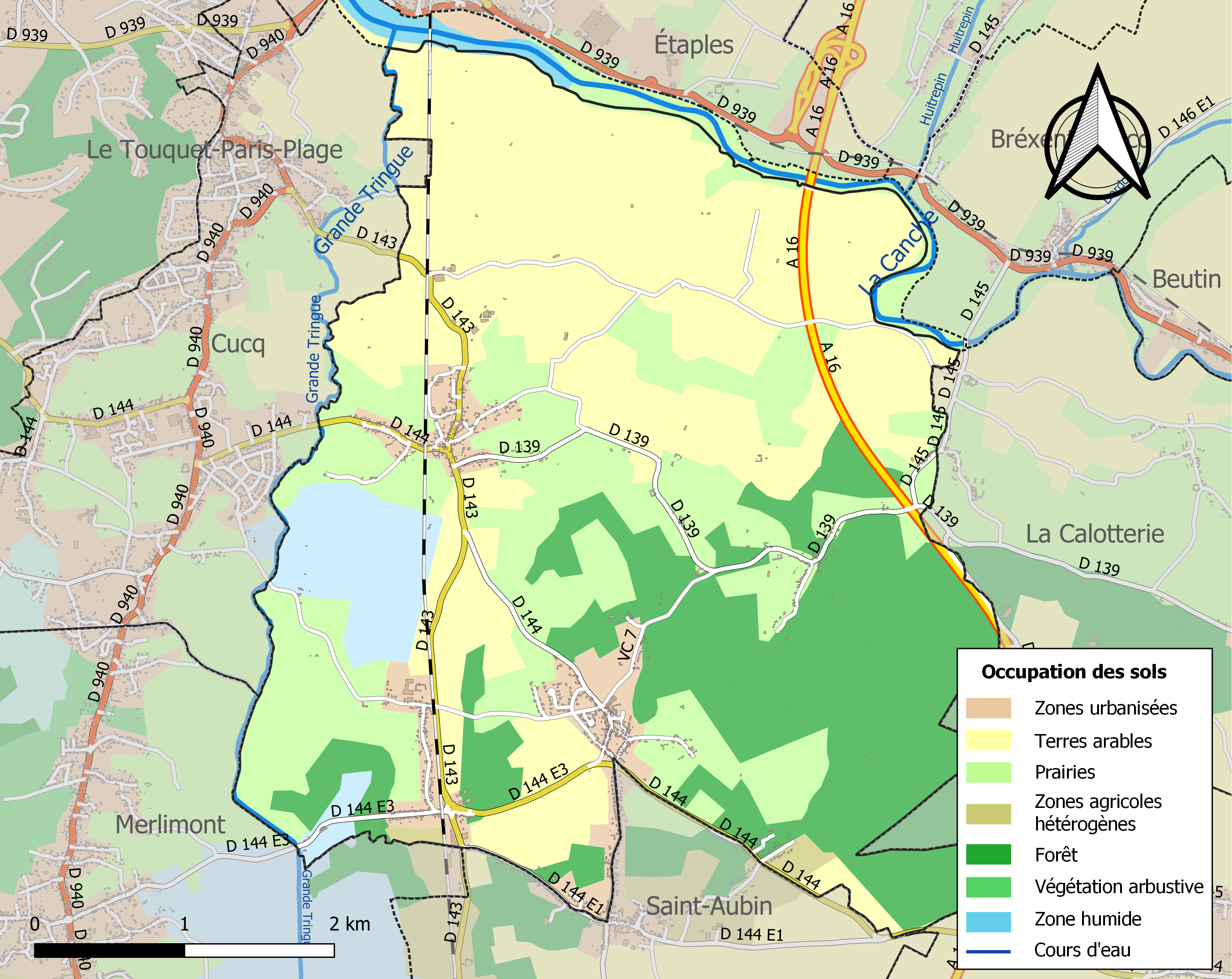
Kaart van de gemeente met belangrijkste infrastructuur, bodemgebruik en omliggende gemeenten

## Geschiedenis
Volgens de overlevering is Saint-Josse gesticht door de zevende-eeuwse Bretonse prins en heilige Sint-Joost. Op de plek waar hij was overleden werd een klooster gesticht. Deze abdij van Saint-Josse was in de middeleeuwen een belangrijk bedevaartsoord, ook voor strafbedevaarten vanuit de Nederlanden en Duitsland. Het gebouw werd tijdens de Franse Revolutie totaal vernietigd. De relieken van Sint-Joost konden worden gered en bevinden zich in een reliekschrijn in het koor van de dorpskerk. Op dinsdag na Pinksteren wordt het schrijn in processie naar een calvariebeeldengroep op een nabije heuveltop gedragen. Een zweetdoek of lijkwade van kostbare oosterse stof uit de tiende eeuw werd in 1922 uit het reliekschrijn verwijderd en bevindt zich thans in het Louvre in Parijs.

## Demografie
Onderstaande figuur toont het verloop van het inwonertal (bron: INSEE-tellingen).